# Usina Hidrelétrica Baixo Iguaçu
A U.H. de Baixo Iguaçu é uma usina hidrelétrica (U.H.) brasileira construída no trecho final do Rio Iguaçu, sendo a ultima usina hidrelétrica antes das Cataratas do Iguaçu, entre os municípios de municípios de Capanema  e Capitão Leônidas Marques, distantes cerca de 460 quilômetros da capital Curitiba, no estado do Paraná. A obra foi iniciada em 2013 e concluída em 2019.

## Características
A usina recebeu R$ 2,4 bilhões em investimentos e conta com três grupos geradores que somam 350 megawatts (MW) de potência instalada - o suficiente para atender mais de um milhão de pessoas. A barragem erguida no leito do Rio Iguaçu permitiu a formação de um reservatório que tem apenas 31,6 km² de superfície - considerado bastante pequeno em comparação com outras hidrelétricas do mesmo porte. 